# Udo Altenburg
Udo Altenburg (Rio do Sul, 21 de março de 1927 – 2008) foi um político brasileiro.

## Vida
Filho de Emílio Altenburg e de Gisela Buhr Altenburg. Casou com Áurea Bernardes Altenburg, com quem teve filhos.

## Carreira
Foi deputado à Assembleia Legislativa de Santa Catarina na 4ª legislatura (1959 — 1963), como suplente convocado, e na 5ª legislatura (1963 — 1967), eleito pela União Democrática Nacional (UDN).